# 클라우디아 셰인바움
클라우디아 셰인바움 파르도(스페인어: Claudia Sheinbaum Pardo, 1962년 6월 24일~)는 제66대 멕시코 대통령, 과학자이다. 2024년 멕시코 총선에 대통령 후보로 출마해 당선되었으며 좌익 정당인 국가재생운동(Morena, 모레나) 소속이다.
2000~2006년 로페스 오브라도르 현 대통령의 멕시코시티 시장 시절 환경장관을 지냈고 2015~2017년 멕시코시티 틀랄판 자치구 지역대표(구청장)를 지냈다. 2018년 총선에서 범죄억제와 용도지역규제를 강조하며 멕시코시티 시장에 당선됐다.
정계입문 전 과학자였다. 멕시코 국립자치대학(UNAM)에서 에너지공학으로 박사학위를 받았고 에너지, 환경, 지속가능한 개발 분야에서 100편 이상의 논문과 2권의 책을 냈다. 기후변화에 관한 정부간 협의체(IPCC)에 참여했다.
2023년 6월 대통령 후보 경선에 참여하기 위해 시장직을 사임했고 동년 9월 전직 외교장관 마르셀로 에브라르드를 이기고 후보가 됐다. 2024년 6월 총선에서 59.75%의 득표율을 획득하며 멕시코의 첫 번째 여성 대통령, 두 번째 유대계 대통령이 되었다.

## 생애 초기
1962년 6월 24일 멕시코시티에서 세속주의 유대인 가족으로 태어났다. 조부모는 1920년대 리투아니아에서 멕시코시티로 이주한 아슈케나즈 유대인이며 외조부모는 1940년대 홀로코스트를 피해 불가리아 소피아에서 이주한 스파라드 유대인이다. 셰인바움은 조부모의 집에서 유대 명절을 지냈지만 가정 생활은 세속적이었다고 말했다.
모친 애니 파르도 세모는 멕시코 국립자치대학 명예교수로 있는 생물학자이며 부친 카를로스 셰인바움 요셀레비츠는 화학공학자, 형 훌리오는 물리학자다.

## 학계 경력
1989년 멕시코 국립자치대학에서 물리학으로 학사를 받았고 1994년, 1995년 에너지공학으로 석사, 박사학위를 받았다.
1991~1994년 캘리포니아의 로런스 버클리 국립연구소에서 박사 주제 연구를 수행했다. 연구소에서 일하는 동안 멕시코 교통 부분의 에너지 소비를 분석했고 멕시코 건물의 에너지 소비 트렌드에 관한 연구를 발표했다.
1995년 멕시코 국립자치대학 공학대학 교수진에 합류했고 국가 연구자 시스템과 멕시코 과학 아카데미 회원이 됐다. 1999년 국립자치대학이 수여하는 공학 · 기술혁신 분야 최고 청년 연구자상을 받았다.
2007년 기후변화에 관한 정부간 협의체(IPCC) 4차 평가보고서 '산업' 챕터 워킹그룹3(완화)에 기고자로 참여했고 2013년 5차 보고서 주 저자가 됐다.

### 내용주
1. ↑  스페인어 발음: [ˈklawðja ˈʃejmbawm ˈpaɾðo][1]
2. ↑  1988~1994년 재임한 카를로스 살리나스 데 고르타리 대통령이 부분적으로 식민시대 스파라드 유대인 후손이다.[6]

### 참조주
1. ↑  Sheinbaum Pardo, Claudia (2023년 12월 20일). “Claudia: El Documental”. 《유튜브》 (스페인어). 2024년 7월 9일에 확인함.
2. ↑  “Ruling leftist party candidate Sheinbaum elected Mexico's first female president”. 《France 24》. 2024년 6월 3일. 2024년 6월 7일에 확인함.
3. ↑  “Mexico City's 1st Elected Female Mayor Takes Office” (영어). VOA. 2018년 12월 5일. 2023년 9월 7일에 원본 문서에서 보존된 문서. 2023년 9월 7일에 확인함.
4. ↑  “Mexican President Claudia Sheinbaum's Sustainability Story”. 《Sustainability Magazine》. 2024년 6월 4일. 2024년 6월 6일에 확인함.
5. ↑  “Former Mexico City Mayor Claudia Sheinbaum to be the ruling party's presidential candidate” (영어). ABC News. 2023년 9월 6일. 2023년 9월 7일에 원본 문서에서 보존된 문서. 2023년 9월 7일에 확인함.
6. ↑  “Salinas de Gortari obtuvo nacionalidad española por origen judío sefaradí”. 《Enlace Judío》 (스페인어). 2022년 10월 30일. 2024년 6월 5일에 원본 문서에서 보존된 문서. 2024년 6월 4일에 확인함.
7. ↑  Madry, Kylie; Valentine, Hilaire (2024년 6월 2일). “Mexico's Sheinbaum poised to become first woman president”. Reuters.
8. ↑  “Mexico's likely next president would be its first leader with a Jewish background” (영어). AP News. 2024년 4월 22일. 2024년 5월 28일에 원본 문서에서 보존된 문서. 2024년 6월 3일에 확인함.
9. ↑  Ramírez, Leonardo (2024년 6월 6일). “Claudia Sheinbaum gana elección con 59.75% de los votos, confirman Cómputos Distritales”. 《ejecentral.com.mx》 (스페인어). 2024년 7월 9일에 확인함.
10. 1 2  Kahn, Carrie (2018년 7월 25일). “Meet Mexico City's First Elected Female Mayor”. NPR. 2022년 12월 3일에 원본 문서에서 보존된 문서. 2018년 9월 15일에 확인함. Both Sheinbaum's parents, also scientists, are children of Jewish immigrants from Bulgaria and Lithuania. Sheinbaum says she celebrated holidays with her grandparents, but her home life was secular
11. 1 2  “Judíos y científicos. La familia de Claudia Sheinbaum”. 《Enlace Judío》 (스페인어). 2018년 12월 18일. 2020년 11월 1일에 원본 문서에서 보존된 문서. 2023년 12월 8일에 확인함.
12. ↑  Ameyalli Villafán (2015년 7월 30일). “Annie Pardo Cemo y su búsqueda constante de respuestas”. Cienciamx. 2020년 7월 28일에 원본 문서에서 보존된 문서. 2020년 4월 25일에 확인함.
13. 1 2 3 4  Wade, Lizzie (2018년 7월 2일). “Can this environmental engineer—now elected mayor—fix Mexico City?”. 《Science Magazine》. AAAS. 2021년 12월 7일에 원본 문서에서 보존된 문서. 2020년 4월 25일에 확인함.
14. ↑  “Mexico City chooses for the first time in history a Jew and female mayor, the scientist Claudia Sheinbaum”. The Mazatlán Post. 2018년 7월 2일. 2020년 7월 28일에 원본 문서에서 보존된 문서. 2020년 4월 25일에 확인함.
15. ↑  “Mexico City elects first-ever Jewish mayor, exit poll shows”. The Times of Israel. 2018년 7월 2일. 2020년 10월 5일에 원본 문서에서 보존된 문서. 2018년 7월 3일에 확인함.
16. ↑  “Mexico City Mayor-Elect Claudia Sheinbaum Visits Berkeley Lab”. 《international.lbl.gov》. 2024년 6월 3일에 원본 문서에서 보존된 문서. 2023년 12월 8일에 확인함.
17. ↑  Weber, Jonathan (2018년 7월 2일). “Mexico City elects first Jewish, female mayor”. 《The Jerusalem Post》. 2020년 12월 30일에 원본 문서에서 보존된 문서. 2020년 4월 25일에 확인함.
18. ↑  “Former Berkeley Lab researcher elected as Mexico City mayor” (영어). The Daily Californian. 2018년 7월 6일. 2023년 12월 18일에 원본 문서에서 보존된 문서. 2023년 12월 8일에 확인함.
19. ↑  “Claudia Sheinbaum, la científica que gobernará CDMX”. politico.mx. 2020년 7월 17일에 원본 문서에서 보존된 문서. 2019년 12월 13일에 확인함.
20. ↑  Kenny Tang (2009). 《Green CITYnomics: The Urban War against Climate Change》. Routledge. ISBN 9781351279420.
21. ↑  "Climate Change 2007 – Mitigation of Climate Change: Working Group III". IPCC. Retrieved 2 July 2018
22. ↑  "Industry Chapter10 IPCC Retrieved 2 July 2018 보관됨 14 6월 2018 - 웨이백 머신